# College of the North Atlantic
El Colegio del Atlántico Norte (College of the North Atlantic - CNA) es una universidad pública de la provincia canadiense de Terranova y Labrador. La sede del College of the North Atlantic y el campus de Bay St. George están ubicados en Stephenville, en la costa occidental de la isla parte de Newfoundland. 

## Misión
La misión de la universidad es mejorar la accesibilidad a programas de calidad y mejores servicios para apoyar el éxito de los estudiantes y las comunidades de la región. 

## Historia
Después de 1963 el District Vocational Schools (DVS) abrió sus puertas en: Labrador City; Happy Valley-Goose Bay, St. Anthony; Corner Brook; Stephenville Crossing; Port aux Basques; Baie Verte; Springdale; Grand Falls - Windsor; Lewisporte; Gander; Bonavista; Clarenville; Burin; Placentia; Carbonear; y Seal Cove. Un Colegio de Operaciones y Tecnología abrió sus puertas en St John's y una Escuela de equipo pesado abrió sus puertas en Stephenville. En 1967, un Centro de Mejoramiento de Adultos abrió sus puertas en Stephenville. En 1977, el Bay St. George Community College fue creado en Stephenville.
En 1997, el Colegio del Atlántico Norte se formó a partir de los cinco colegios de la comunidad existentes que habían sido administrados independientemente.
- Datos: Q5146894